# Björn Mirow
Björn Mirow (* 22. Juni 1938 in Hamburg) ist ein deutscher Arzt und Sanitätsoffizier a. D. der Bundeswehr. Er war zuletzt Chefarzt des Bundeswehrzentralkrankenhauses Koblenz im Dienstgrad Generalarzt.

## Leben
Nach absolviertem Studium wurde Mirow 1958 in Altenstadt (Oberbayern) zum Luftlandeflugabwehrbataillon 9 einberufen. Nach 18 Monaten wurde er im Dienstgrad Leutnant der Reserve entlassen. Das Studium der Humanmedizin absolvierte er an der Albert-Ludwigs-Universität Freiburg und dann an der Universität zu Köln. 1956 erfolgte das Staatsexamen. Ab dem Physikum war er Stipendiat der Bundeswehr und trat 1967 als Soldat auf Zeit wieder in die Streitkräfte ein. Hier absolvierte er den Einweisungslehrgang an der Akademie des Sanitäts- und Gesundheitswesens der Bundeswehr (SanAkBw) in München, absolvierte in Fürstenfeldbruck den Grundlehrgang für Fliegerärzte und war zunächst als Truppenarzt der Heeresfliegerstaffel 8 am Flugplatz Oberschleißheim eingesetzt. Es folgte eine einjährige Verwendung als Hörsaalleiter an der SanAkBw und dann bis 1977 die Facharztausbildung für Innere Medizin am Klinikum Schwabing. Bis 1980 war er Leiter der fachärztlichen Untersuchungsstelle für Innere Medizin im damaligen Bundeswehrkrankenhaus München. Danach war er bis 1986 Chefarzt des damaligen Bundeswehrkrankenhauses Detmold und im Anschluss des Bundeswehrkrankenhauses München. Nach dessen Außerdienststellung übernahm er in gleicher Verwendung die Leitung des Bundeswehrzentralkrankenhauses. Seine Zurruhesetzung erfolgte im September 1998. Mirow ist verheiratet und Vater von vier Kindern.